# Arcuphantes decoratus
Arcuphantes decoratus là một loài nhện trong họ Linyphiidae.
Loài này thuộc chi Arcuphantes. Arcuphantes decoratus được Ralph Vary Chamberlin & Wilton Ivie miêu tả năm 1943.